# Ah, Wilderness!
Ah, Wilderness! – komedia z 1933 autorstwa amerykańskiego dramaturga Eugene’a O’Neilla, której premiera odbyła się 2 października 1933 w Guild Theatre na nowojorskim Broadwayu. Uchodzi ona za wyjątkowe dzieło w twórczości O’Neilla, gdyż jest jedyną komedią w jego dorobku. O’Neill napisał ją w 1932, traktując Ah, Wilderness! jako odskocznię po dramacie Mourning Becomes Electra (1931). Sztuka cechuje się lekkim i niefrasobliwym tonem, będącym formą nostalgii za życiem rodzinnym, którego pisarz nigdy nie znał.
Akcja sztuki rozgrywa się w 1906 i koncentruje na amerykańskiej rodzinie Millerów. Główny wątek dotyczy jednego z synów, 16-letniego Richarda i jego okresu dojrzewania na przełomie wieku w Ameryce. Chłopak, podobnie jak i sam O’Neill w młodzieńczym wieku, jest anarchicznym buntownikiem, zafascynowanym poezją Algernona Charlesa Swinburne’a i Edwarda FitzGeralda oraz sztukami autorstwa George’a Bernard Shawa i Henrika Ibsena.

## Fabuła

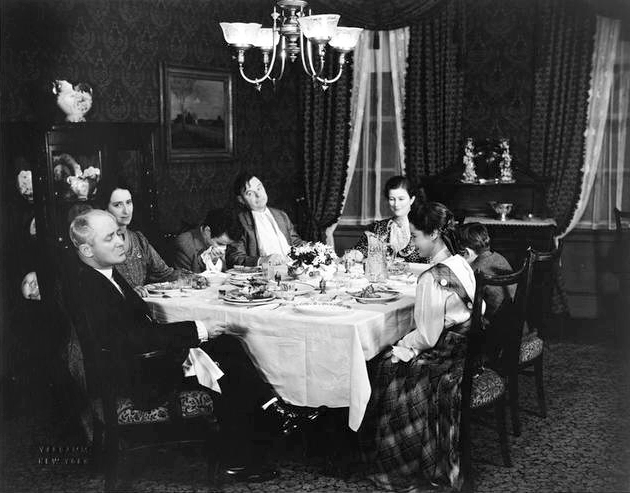
Oryginalny spektakl Ah, Wilderness!, wystawiany w 1933 na Broadwayu

Akcja rozgrywa się w 1906 w małym miasteczku w stanie Connecticut. 16-letni Richard Miller jest zauroczony miejscową dziewczyną Muriel McComber, mimo że jej ojciec, David, sprzeciwia się ich związkowi. Ciotka chłopaka, Lily – będąca starą panną – żywi uczucie do nieodpowiedzialnego i lekkomyślnego alkoholika Sida Davisa, który od dawna podkochuje się w niej, lecz nie potrafi zmusić się do małżeństwa. Gdy Richard otrzymuje od Muriel notatkę, w której dziewczyna pisze, że nie chce go więcej widzieć, wyrusza z kolegą swojego starszego brata z college’u, Wintem Selby, do baru, zaznając pierwszego napoju alkoholowego i kontaktu z prostytutką. Jego rodzice – Nat i Eessie – są zaniepokojeni, gdy Richard wraca do domu pijany, cytuje poezję i rozprawia o Muriel. Nazajutrz chłopak dowiaduje się, że Muriel została zmuszona przez swojego ojca do napisania listu. Młoda para godzi się. Po dobrej rozmowie ze swoim ojcem Natem, Richard zgadza się pójść jesienią do college’u, wiedząc, że Muriel będzie na niego czekać.

## Powstanie i analiza
W trakcie prac nad tragedią Days Without End (1934), Eugene O’Neill wstrzymał pisanie wspomnianej sztuki, aby stworzyć „komedię wspomnień”. Tytuł Ah, Wilderness! zaczerpnął z wiersza Omara Chajjama. Według Thomasa S. Hischaka, autora książki 100 Greatest American Plays (2017), mimo że Ah, Wilderness! różni się od innych dzieł pisarza, to wciąż jest sztuką O’Neilla. Zwrócił uwagę, że „bohaterowie są wciąż żywi i wyraźni, fabuła silna i klarowna, a dialog realistyczny z nutą poetyki”.

## Odbiór

### Premiera teatralna i recenzje
Prapremiera spektaklu Ah, Wilderness! miała miejsce 2 października 1933 w Guild Theatre na Broadwayu. W rolach głównych wystąpili George M. Cohan (Nat Miller), Marjorie Marquis (Essie Miller), Elisha Cook Jr. (Richard Miller), Ruth Gilbert (Muriel McComber) i Gene Lockhart (Sid Davis). Sztuka zebrała przychylne oceny krytyków teatralnych; John Mason Brown, w recenzji napisanej na łamach „New York Posta”, nazwał Ah, Wilderness! „powiewem świeżego powietrza… cudem rozsądku i wrażliwości… barwnie żywym”. Z kolei Brooks Atkinson z „The New York Timesa” przyznał, że jest to „jedno z najlepszych dzieł [O’Neilla]… prawdziwa i sympatyczna komedia”. Chris Jones z tygodnika „Variety”, w 1998 pisał: „Ciepła i przystępna produkcja… tętniąca życiem i pełna rozrywki… ma zarówno integralność, jak i współczesną iskrę niezbędną do przyciągnięcia publiczności, także tej spoza kręgu wielbicieli O’Neilla”.

## Wybrane adaptacje
- W 1935 Clarence Brown wyreżyserował komediodramat Burzliwa młodość, będący wierną adaptacją sztuki O’Neilla. W rolach głównych wystąpili Lionel Barrymore (Nat Miller), Spring Byington (Essie), Eric Linden (Richard „Dick” Miller), Aline MacMahon (Lily Davis) i Wallace Beery (Sidney Miller). Była to jedna z niewielu adaptacji O’Neilla, której nie poddano cenzurze i nie skrócono na potrzeby dużego ekranu[6].
- 17 września 1939 sztuka została zaadaptowana na potrzeby radia dla audycji CBS The Campbell Playhouse, wyprodukowanej przez Orsona Wellesa[7].
- W 1940 sztuka była wystawiana w Barter Theatre w Abingdon w stanie Wirginia. W obsadzie znalazł się początkujący aktor Gregory Peck[8].
- W 1941 sztuka Ah, Wilderness! w reżyserii Evy Le Gallienne była przez miesiąc wystawiana w Guild Theatre na Broadwayu. W roli Nata Millera występował Harry Carey[6]. Partnerowali mu Ann Shoemaker (Essie), William Prince (Richard) i Tom Tully (Sid)[4].
- W 1959 Robert Mulligan wyreżyserował film telewizyjny Ah, Wilderness!. W rolach głównych wystąpili: Lloyd Nolan (Nat), Helen Hayes (Essie), Lee Kinsolving (Richard) i Burgess Meredith (Sid)[4].
- W 1975 sztuka Ah, Wilderness! w reżyserii Arvina Browna była wystawiana przez dwa miesiące w Circle in the Square Theatre na Broadwayu. Geraldine Fitzgerald i William Swetland zagrali role rodziców, Teresa Wright wcieliła się w ciotkę Lily a Richard Backus i Swoosie Kurtz zagrali młodych kochanków[6].
- W 1988 Brown wyreżyserował kolejną wersję sztuki z Colleen Dewhurst i Jasonem Robardsem[6].
- W 1988 Daniel J. Sullivan wyreżyserował nową wersję Ah, Wilderness!, prezentowaną w Lincoln Center Theatre. W rolach głównych wystąpili Craig T. Nelson (Nat), Debra Monk (Essie), Sam Trammell (Richard) i Leo Burmester (Sid)[6].